# Burns (DJ)
Matthew James Burns (Stafford, Staffordshire; 31 de octubre de 1985), más conocido simplemente por su nombre artístico BURNS es un DJ, compositor y productor británico.

## Biografía
Burns nació como Matthew James Burns el 31 de octubre de 1985 en Stafford, Inglaterra. Su madre era una artista y pintora. Su padre era un boxeador profesional de peso pesado. Burns comenzó a hacer música a la edad de doce años, tocando la guitarra y el teclado antes de descubrir el sampleo cuando era adolescente. A la edad de 15 años Burns comenzó a producir sus propios temas, que combina hardware de sonido de los años setenta y ochenta con el software de música moderna y el uso de samples.

## Carrera musical
Burns fue fichado por la empresa Three Six Zero y firmó con la discográfica Sony Music Entertainment. Luego fue elegido como telonero de la gira de Deadmau5 por los Estados Unidos que duró 30 días y posteriormente se unió a Calvin Harris en su gira por el Reino Unido También lanzó dos EPs Turbo y Teknique en 2112 Records.
El 2010, Burns lanzó "YSLM (You Stopped Loving Me)" con el artista francés Fred Falke, también el lanzó su EP "So May Nights". El 2011, Burns publicó una producción con NT89 titulada "Traffic" y lanzó "Iced Out" en el sello Fly Eye de Calvin Harris. El 2012, Burns aseguró una residencia en el Wynn Hotel en Las Vegas mientras que realizaba shows en todo Estados Unidos. En septiembre, lanzó su producción más reconocida, «Lies», popularizada por la versión remezclada por el DJ sueco Otto Knows. El sencillo entró en la BBC Radio 1 en la lista de reproducción C y se trasladó a la lista B una semana más tarde y luego a A durante 7 semanas consecutivas. El tema alcanzó el puesto número 32 en el UK Singles Chart y en el número 36 en los Países Bajos. En mayo de 2013, lanzó el sencillo "Limitless" que incluye la colaboración de la cantante británica Clare Maguire. En ese mismo año, colaboró para Ellie Goulding en la producción del relanzamiento de su álbum Halcyon, titulado Halcyon Days, precisamente en la canción "Midas Touch", y coprodujo junto a Calvin Harris, la canción "All The Things" para el EP de Pitbull, Meltdown.
En 2020, trabajó con Lady Gaga en su álbum Chromatica como coescritor y productor de los temas «Rain on Me», «Fun Tonight», «Sour Candy», «Enigma», «Replay», «Sine from Above» y «Babylon».

## Discografía

### Álbumes
Compilaciones
- 2010 – This Is Burns 001 - European Sex Music - Part 1[8]

### EP y otros lanzamientos
| Año  | Título                         |
| ---- | ------------------------------ |
| 2009 | «Turbo»                        |
| 2009 | «Disko»                        |
| 2009 | «Teknique»                     |
| 2010 | «Y.S.L.M» (Burns & Fred Falke) |
| 2010 | «So Many Nights»               |
| 2011 | «Traffic» (Burns and NT89)     |
| 2011 | «Midknight/Skeezer»            |
| 2011 | «Iced Out»                     |
| 2011 | Fred Falke Part IV             |
| 2012 | «Lies»                         |
| 2012 | «Domino»                       |
| 2013 | «Poison»                       |
| 2013 | «Limitless                     |
| 2013 | «Get Loud!»                    |
| 2014 | «EmoΣ»                         |
| 2014 | «Flicka»                       |
| 2015 | «About U» (con Tommy Trash)    |
| 2015 | «When I'm Around U»            |
| 2015 | «Make It Clap»                 |

### Sencillos en listas
| Año  | Título      | Posición | Posición | Posición | Álbum     |
| Año  | Título      | R.U.     | BEL      | HOL      | Álbum     |
| ---- | ----------- | -------- | -------- | -------- | --------- |
| 2012 | «Lies»      | 32       | 36       | 36       | Sin álbum |
| 2013 | «Limitless» | —        | 84       | —        | Sin álbum |

#### Como artista invitado
| Año  | Título                                                      | Posición | Álbum     |
| Año  | Título                                                      | R.U.     | Álbum     |
| ---- | ----------------------------------------------------------- | -------- | --------- |
| 2011 | «Off the Record» (Tinchy Stryder con Calvin Harris & Burns) | 24       | Full Tank |

### Remixes
| Año  | Artista                         | Título                                           |
| ---- | ------------------------------- | ------------------------------------------------ |
| 2008 | Body Crash                      | "Buy Now!" (Burns Remix)                         |
| 2008 | Kaz James                       | "We Hold On" (Burns Mix)                         |
| 2009 | Calvin Harris                   | "I'm Not Alone" (Burns Rework)                   |
| 2009 | The Toxic Avenger               | "Toxic Is Dead" (Burns Remix)                    |
| 2009 | Filthy Dukes                    | "Messages" (Burns Terradome Remix)               |
| 2009 | Linus Loves                     | "Prom Night" (Burns Remix)                       |
| 2009 | Kasabian                        | "Where Did All The Love Go?" (Burns Remix)       |
| 2009 | Melanie Fiona                   | "Give It To Me Right" (Burns Remix)              |
| 2009 | Empire of the Sun               | "We Are the People" (Burns Remix)                |
| 2009 | Passion Pit                     | "The Reeling" (Burns Remix)                      |
| 2009 | Wolfmother                      | "White Feather" (Burns Remix)                    |
| 2009 | Yuksek Feat. Amanda Blank       | "Extraball" (Burns Remix)                        |
| 2009 | Frankmusik                      | "3 Little Words" (Burns' 96 Version)             |
| 2009 | Jack Splash                     | "I Could've Loved You" (Burns Remix)             |
| 2010 | The Aston Shuffle               | "Your Love" (Burns Remix)                        |
| 2010 | Gossip                          | "Heavy Cross" (Burns Remix)                      |
| 2010 | Hurts                           | "Better Than Love" (European Sex Version)        |
| 2010 | Kelis                           | "4th of July (Fireworks)" (European Sex Version) |
| 2010 | Mr Blink                        | "Gecko" (Burns' Stop - Start Remix)              |
| 2011 | Nelly Furtado                   | "Night Is Young" (Dub Mix)                       |
| 2011 | Rye Rye feat. Robyn             | "Never Will Be Mine" (Burns Remix)               |
| 2011 | Yasmin                          | "On My Own" (Burns ESM Remix)                    |
| 2012 | Calvin Harris                   | "Sweet Nothing" (Burns Remix)                    |
| 2012 | Example                         | "Say Nothing" (Burns Remix)                      |
| 2012 | Adam F                          | "When The Rain Is Gone" (Burns Remix)            |
| 2012 | Marina and the Diamonds         | "Primadonna" (SFCTR Remix)                       |
| 2012 | Lana Del Rey                    | "National Anthem" (SFCTR Remix)                  |
| 2012 | Charli XCX                      | "You (Ha Ha Ha)" (Burns Violet Cloud Version)    |
| 2013 | The Tea Street Band             | "Push The Feeling On" (Keo & Burns Remix)        |
| 2013 | OneRepublic                     | "If I Lose Myself" (Burns Remix)                 |
| 2013 | Iggy Azalea                     | "Work" (Burns Purple Rain Version)               |
| 2013 | Hurts                           | "Miracle" (Burns 50Hz Version)                   |
| 2013 | Felix Cartal feat. Koko Laroo   | "Young Love" (Burns Remix)                       |
| 2014 | Calvin Harris feat. John Newman | "Blame" (Burns Remix)                            |

### Producciones
| Año  | Título            | Artista                                  | Álbum        | Participación            |
| ---- | ----------------- | ---------------------------------------- | ------------ | ------------------------ |
| 2010 | "Intro"           | Kelis                                    | Flesh Tone   | Producción y composición |
| 2011 | "Off the Record"  | Tinchy Stryder con Calvin Harris & Burns | Full Tank    | Producción               |
| 2012 | "Amen"            | Foreign Beggars                          | The Uprising | Producción               |
| 2013 | "Midas Touch"     | Ellie Goulding                           | Halcyon Days | Producción               |
| 2013 | "All The Things"  | Pitbull                                  | Meltdown     | Producción y composición |
| 2014 | "Doing It"        | Charli XCX                               | Sucker       | Composición              |
| 2020 | «Rain on Me»      | Lady Gaga                                | Chromatica   | Producción y composición |
| 2020 | «Fun Tonight»     | Lady Gaga                                | Chromatica   | Producción y composición |
| 2020 | «Sour Candy»      | Lady Gaga                                | Chromatica   | Producción y composición |
| 2020 | «Enigma»          | Lady Gaga                                | Chromatica   | Producción y composición |
| 2020 | «Replay»          | Lady Gaga                                | Chromatica   | Producción y composición |
| 2020 | «Sine from Above» | Lady Gaga                                | Chromatica   | Composición              |
| 2020 | «Babylon»         | Lady Gaga                                | Chromatica   | Producción y composición |
| 2021 | "Sacrifice"       | Bebe Rexha                               | Sacrifice    | Producción y composición |